# Neovulturnus hackeri
Neovulturnus hackeri är en insektsart som beskrevs av Evans 1937. Neovulturnus hackeri ingår i släktet Neovulturnus och familjen dvärgstritar. Inga underarter finns listade i Catalogue of Life.